# Беркович, Гари
Гари Аронович Беркович (англ. Gary Berkovich; род. 26 мая 1935, Харьков, Харьковская область, Украинская ССР, СССР) — советский и американский архитектор, автор около 200 проектов и построек зданий различного типа в СССР и Америке. Лауреат архитектурных конкурсов в СССР и США. Автор архитектурных публикаций и книг. Кандидат архитектуры.

## Биография
Родился в еврейской семье. В 1953 году с отличием кончил Харьковский строительный техникум.
В 1964 году с отличием окончил Московский архитектурный институт. В 1972 году защитил диссертацию на соискание учёной степени кандидата архитектуры на тему «Исследование вопросов оптимизации комфортности планировочного решения квартиры».
Работал в проектных организациях Харькова, Новосибирска и Москвы. В 1977 году иммигрировал в США. Работал в проектных бюро «Skidmore, Owings & Merrill» (у архитекторов Майрона Голдшмита (англ. Myron Goldsmith) и Брюса Грэма (англ. Bruce Graham)), «Perkins&Will» и Обри Гринберга (англ. Aubrey J.Greenberg).
Сыграл эпизодическую роль советского генерала в фильме «The Package» (1989). Получил диплом самого успешного иммигранта года (1985, Чикаго).

## Избранные проекты и постройки
- Серия типовых проектов железнодорожных станций. Москва, 1962. Совместно с архитектором Л. Полонской
- Общественный центр посёлка Терезе, СССР, 1973. Совместно с архитектором С. Чемерисом. Проект
- Прототип зданий для Юго-Восточной Сибири, СССР, 1970[2]
- Типовой проект Дворца культуры с залом на 700 мест. Москва, СССР, 1974
- Речной вокзал. Томск, СССР, 1975. Проект[3]
- Клуб досуга «Пик». Гонконг, 1983
- Высотное жилое здание (Концептуальный дизайн и технический проект). Чикаго, Иллинойс, США, 1987
- Таунхаусы. Чикаго, Иллинойс, США, 1986
- Односемейный жилой дом. Дирфилд, Иллинойс, США, 1988[4]
- Односемейный жилой дом, Чикаго, Иллинойс, США, 1990
- Односемейный жилой дом, Хайлэнд-парк, Иллинойс, США, 1992
- Односемейный жилой дом, Вилмет, Иллинойс, США, 1994
- Ресторан. Гленко, Иллинойс, США, 1995. Премия за лучшую постройку года
- Жилой комплекс таунхаусов. Уилметт, Иллинойс, США, 1999. Совместно с архитектором М. Беркович
- Синагога Хабад. Найлс, Иллинойс, США, 2006. Проект

## Избранные архитектурные конкурсы
- Серия типовых проектов жилых домов для крестьян. Москва, СССР, 1967. Совместно с архитекторами Д. Радыгиным и А. Баталовым. Третья премия.
- Типовое здание студенческого общежития. Москва, СССР, 1967. Совместно с архитекторами Д. Радыгиным и А. Баталовым. Первая премия.
- Прототип 2-этажного жилого дома. Поощрительная премия. Москва. 1967 год (совместно с архитекторами Д. Радыгиным и А. Баталовым)[5].
- Прототипное односемейное здание. Поощрительная премия. Москва. 1968 год[6].
- Таунхаус. Чикаго, Иллинойс, США, 1977.
- Таунхаус. Чикаго, Иллинойс, США, 1981. Совместно с архитектором М. Беркович. Финалистская премия[7].
- Клуб досуга «Пик». Гонконг, 1983. Автор, руководитель группы[8].

## Избранные публикации

### Книги
- «SOM Housing Guidelines» («Основные положения проектирования жилища в SOM»), США, 1982.
- «Капитализм. Это просто», СССР, 1991.
- «Подопытные». — М.: Фонд Сергея Дубова, 2006. — 408 с. — ISBN 978-5-94177-015-1[9][10]
- «Watching Communism Fail» («Наблюдая провал коммунизма»), США, 2009.[11].
- Г. Беркович, Л. Нецветаев. Зодчий Дмитрий Радыгин. — Ульяновск: УлГТУ, 2017. — 125 с. — ISBN 978-5-9795-1751-3.
- Reclaiming a History. Jewish Architects in Imperial Russia and the USSR. Weimar und Rostock: Grünberg Verlag. 4 volumes[12]
  - Volume 1. Late Imperial Russia: 1891—1917. 2021 ISBN 978-3-933713-61-2.[13]
  - Volume 2. Soviet Avant-garde: 1917—1933. 2021 ISBN 978-3-933713-63-6.
  - Volume 3. Socialist Realism: 1933—1955. 2022 ISBN 978-3-933713-64-3.
  - Volume 4. Modernized Socialist Realism: 1955—1991. 2022 ISBN 978-3-933713-65-0.

### Статьи
- «Encountering the Constructivists» («Сталкиваясь с конструктивистами»). Inland Architect, 1981, № 10
- «The Russian Experience: Architecture and Energy» («Русский опыт: архитектура и энергия»). Inland Architect, 1981, № 9.
- «Scaling the Hong Kong Peak» («Взвешивая Пик Гонконга»). Inland Architect, 1984, № 12.
- «The Graduate»[14]
- Беркович Г. А. Архитектор-ученый: штрихи к портрету Александра Рябушина // Современная архитектура мира. Вып. 3. Отв. ред. Н. А. Коновалова. — М.; СПб.: Нестор-История, 2013. — С. 19-23. — ISBN 978-5-4469-0102-9.
- Modernized Socialist Realism in Soviet Architecture (1955—1991) (Модернизированный социалистический реализм: 1955—1991). 2019. https://www.academia.edu/41858215/Modernized_Socialist_Realism_in_Soviet_Architecture_1955_1991_
- Dom-Kommuna as Realization of Communist Beliefs in 1920’s Soviet Union (Дом-Коммуна как реализация веры в коммунизм в 1920-х в Советском Союзе). 2018. https://www.academia.edu/42016381/Dom_Kommuna_as_Realization_of_Communist_Beliefs_in_1920s_Soviet_Union

### Рецензирование
- Юнаков О. Архитектор Иосиф Каракис. — Нью-Йорк: Алмаз, 2016. — 544 с. — ISBN 978-1-68082-000-3..

## Изобретения
- «Сборное здание башенного типа». Авторское свидетельство СССР № 279001, 1967.

## Галерея
- Односемейный жилой дом. Чикаго Иллинойс, США. 1990.
- Односемейный жилой дом. Интерьер. Чикаго, Иллинойс, США. 1990.
- Жилой небоскреб. Модель. Чикаго, 1987.
- Жилой небоскреб. Чикаго, 1987.
- Речной вокзал. Томск, СССР, 1975.
- Общественный центр поселка Терезе. 1973.
- Клуб досуга «Пик». Гонконг. 1983.
- Жилой комплекс таунхаусов. Вилмет.
- Жилой комплекс таунхаусов. Интерьер. Вилмет. 1999.
- Односемейный жилой дом. Чикаго, Иллинойс, США, 1989.
- Односемейный жилой дом. Интерьер. Чикаго, Иллинойс, США. 1989.
- Односемейный жилой дом, Гленко, Иллинойс, США, 1994.
- Салон красоты «Миллениум». Интерьер. Виннетка, Иллинойс, США. 1997.
- Жилая застройка «Виллоу-Дэйтон». Деталь. Чикаго, Иллинойс, США. 1986.
- Таунхаус для района «Логан Сквер». Модель. Чикаго, 1981.
- Научно-исследовательский институт. 1969-1970.
- Памятник погибшим воинам. 1960.
- Надгробный памятник. 1969.
- Типовой проект общежития. 1966.